# Макдус
Макдус (араб.: المكدوس або іноді المقدوس) — левантійська страва з баклажанів. Ця закуска або мезе є частиною іракської, сирійської, йорданської, ліванської, палестинської кухні.
Для приготування відбирають невеликі баклажани, відварюють їх, віджимають під пресом та фарширують волоськими горіхами, солодким перцем, часником. Іноді також додають зерна гранату, кінзу, порошок перцю чилі. Пересипають сіллю і заквашують приблизно на добу, після чого заливають оливковою олією.. Після приготування страва готова до вживання через 3-5 днів, але фаршировані баклажани можуть зберігатись у олії до кількох років. Подають до сніданку, вечері або як закуску.